# Corasoides motumae
Espèce
Corasoides motumae est une espèce d'araignées aranéomorphes de la famille des Desidae.

## Distribution
Cette espèce est endémique de Nouvelle-Galles du Sud en Australie. Elle se rencontre vers Monga et sur le mont Clyde.

## Description
La carapace du mâle holotype mesure 7,4 mm de long sur 5,2 mm et l'abdomen 6,3 mm de long sur 3,8 mm et la carapace de la femelle paratype mesure 7,4 mm de long sur 5,1 mm et l'abdomen 7,6 mm de long sur 5,1 mm.

## Étymologie
Cette espèce est nommée en l'honneur d'Helen Motum Smith.

## Publication originale
- Humphrey, 2017 : A revision and cladistic analysis of the genus Corasoides Butler (Araneae: Desidae) with descriptions of nine new species. Records of the Australian Museum, vol. 69, no 1, p. 15-64 (texte intégral).